# 明天廣場
明天廣場是上海第5高的摩天大樓（截至2008年8月），位於黃浦區南京西路399號，黃陂北路口。地上60層，高約285米（934英尺）。

## 历史
於2003年10月1日落成。明天廣場是一座多功能用途的大廈，包含辦公室，一家擁有342間客房的豪華酒店上海明天广场JW万豪酒店，與255間行政公寓，商業中心面積有20000平方米。大廈是尖頂，像一支巨型火箭，平面呈正方形，在37樓旋轉45度反映其上層的酒店功能。低層6層高的天窗中庭則設有商店、餐廳、保齡球館、會議中心和健身俱樂部等設備。亦有出入口連接上海地鐵。有说法其外形类似降魔杵，守护位于其东偏南方向的上海市政府大楼。

## 电梯配置
上海明天广场电梯配置列表（一律采用迅达高速升降机）
- No. 1-4（4部来往7/F-22/F之办公电梯）：1、7-22
- No. 5-8（4部来往5/F-36/F之公寓电梯）：1、5-36
- No. 9-11（3部来往酒店空中大堂之穿梭电梯）：1、5、38
- No. 12（1部办公专用之消防及服务电梯）：B1、BM、1-37
- No. 13（1部酒店专用之消防及服务电梯）：B3-B1、BM、1、3-7、24、33-59
- No. 14（1部消防及服务电梯）：B3-B1、BM、1-59
- No. 15-18（4部来往酒店客房之电梯）：33-36、38-47、49-59（No. 17-18可停5/F-6/F）

## 画廊

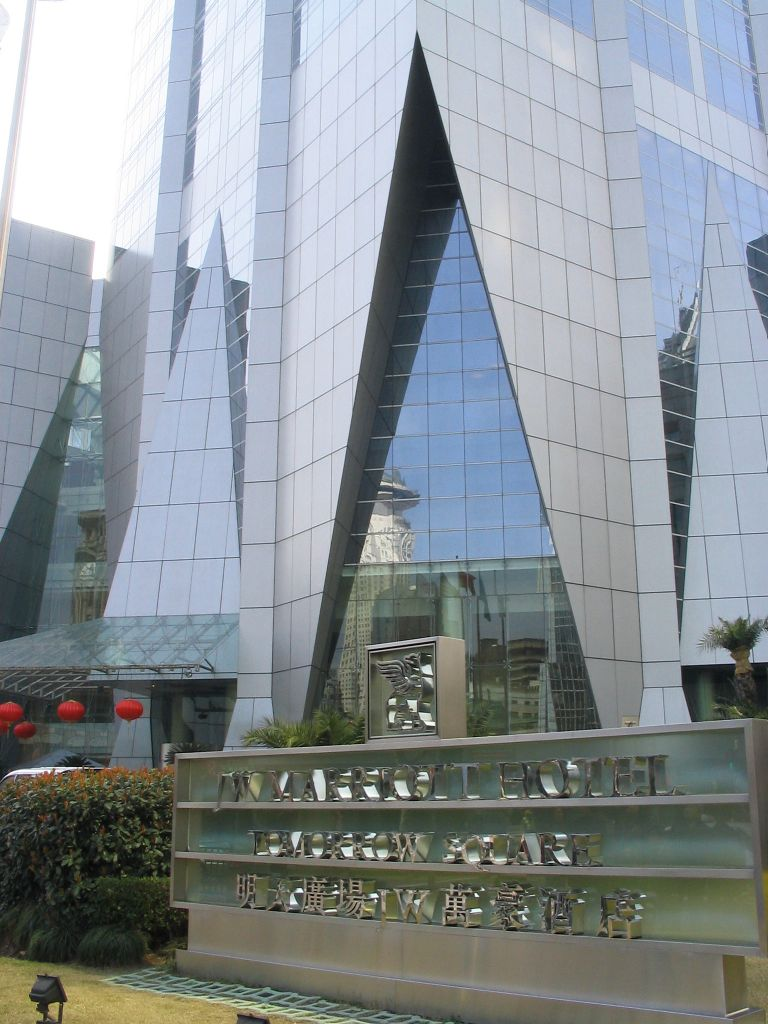
附設於明天廣場的上海明天廣場JW萬豪酒店
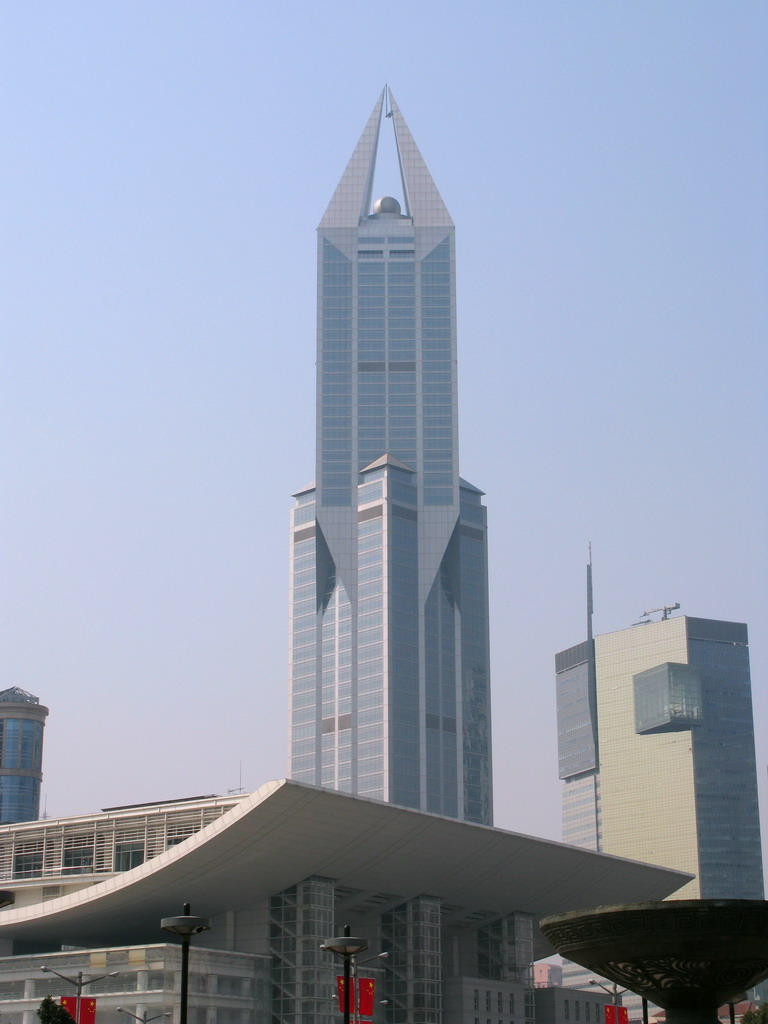
銀色尖頂的明天廣場
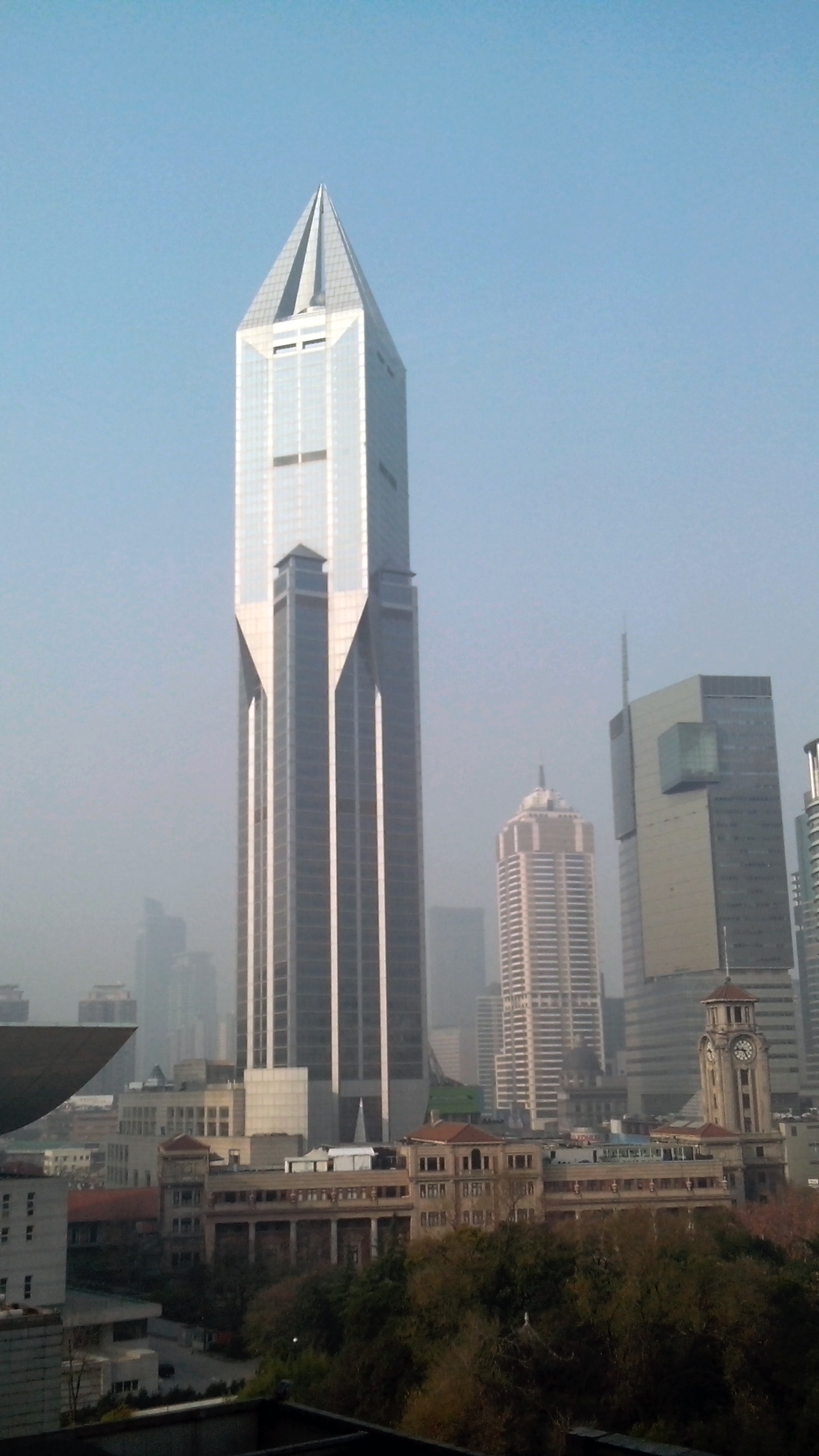
侧面的明天广场

## 外部連結
- 摩天漢世界-上海明天廣場
- 上海明天廣場JW萬豪酒店